# Krankenhausfinanzierungsgesetz
Das Krankenhausfinanzierungsgesetz (KHG) hat den Zweck, Krankenhäuser wirtschaftlich zu sichern, um eine bedarfsgerechte Versorgung der Bevölkerung zu gewährleisten. Die Krankenhäuser sollen dabei leistungsfähig sein und eigenverantwortlich wirtschaften. Das Gesetz soll zudem zu sozial tragbaren Pflegesätzen beitragen. Insbesondere erfolgte über das KHG ab 2003 die Umstellung der Krankenhausbehandlungen von der Finanzierung über Tagessätze zu Fallpauschalen mittels Klassifikation in Diagnosebezogene Fallgruppen (DRG, Diagnosis Related Groups), siehe auch: German Diagnosis Related Groups (G-DRG).
Das KHG findet jedoch keine Anwendung auf:
- Krankenhäuser im Straf- oder Maßregelvollzug
- Polizeikrankenhäuser
- Krankenhäuser, deren Träger die Gesetzliche Rentenversicherung oder die Gesetzliche Unfallversicherung (GUV) ist (Ausnahme: Fach-Krankenhäuser zur Behandlung der Atmungsorgane)

Seit der Öffnung der Bundeswehrkrankenhäuser für den zivilen Sektor unterliegen diese auch seit Januar 2003 dem KHG soweit sie Zivilpatienten behandeln.

## Geschichte
Die wirtschaftliche Sicherung der Krankenhäuser gehörte vor dem Inkrafttreten des KHG seit Jahren zu den Problemen in der Bundesrepublik Deutschland, deren dauerhafte Lösung nicht nur von den unmittelbar betroffenen Krankenhausträgern und den Krankenkassen, sondern in zunehmendem Maße auch von einer breiten Öffentlichkeit gefordert und erwartet wurde. Seit Mitte der 1960er Jahre war bekannt, dass die Krankenhauspflegesätze die Selbstkosten sparsam wirtschaftender Krankenhäuser zu einem erheblichen Teil nicht mehr deckten.
Eine Untersuchung der Bundesregierung, die der Deutsche Bundestag 1966 beschlossen hatte und die 1969 vorgelegt wurde, hatte ergeben, dass das jährliche nach betriebswirtschaftlichen Grundsätzen errechnete Defizit der Krankenhäuser für den Untersuchungszeitraum rund eine Milliarde DM betrug (Bericht der Bundesregierung über die finanzielle Lage der Krankenanstalten – BT-Drucksache V/4230). Bei einem geschätzten Anlagevermögen der Krankenhäuser für Akut-Kranke in Höhe von 35 bis 40 Milliarden DM bedeuteten fortdauernde Defizite in dieser Größenordnung innerhalb von fünf Jahren aus betriebswirtschaftlicher Sicht einen Verlust von mehr als 10 Prozent des gesamten Anlagevermögens. Dieser Verlust führte insbesondere dazu, dass Krankenhäuser nicht in dem erforderlichen Umfang erneuert wurden und weit über die allgemein als angemessen angesehene Höchstnutzungsdauer eines Krankenhauses von 50 bis 70 Jahren hinaus genutzt werden mussten. Die Überalterung des Krankenhausbestandes  bedeutete zudem bei gleicher medizinischer Leistungsfähigkeit einen wesentlich höheren Betriebsaufwand. Soweit überalterte Krankenhäuser noch mit relativ niedrigen Selbstkosten arbeiteten, ging dies auf Kosten der medizinischen Leistungsfähigkeit, der Unterbringung der Patienten und vor allem auf Kosten des Personals, das in solchen Krankenhäusern häufig über die Grenzen seiner Leistungsfähigkeit hinaus beansprucht wurde. Jedes Jahr ohne eine grundlegende Neuordnung bedeutete wegen der fehlenden Mittel für den dringendsten Erneuerungsbedarf zusätzliche Milliardenverluste bei dem in Krankenhäusern angelegten in der Regel gemeinnützigen Vermögen und eine Gefährdung der Krankenhausversorgung der Bürger. Einen solchen Verlust bildete nicht nur das Defizit und die damit verbundenen Substanzverluste. Hinzu kamen die Verluste, die durch den höheren Betriebsaufwand überalterter Krankenhäuser und durch das Ausweichen auf Minderbelegung verursacht wurden.
Durch Einfügung der Nummer 19a in Artikel 74 des Grundgesetzes (22. Gesetz zur Änderung des Grundgesetzes vom 22. Mai 1969, BGBl. Teil I S. 363) wurde dem Bund die konkurrierende Gesetzgebung „über die wirtschaftliche Sicherung der Krankenhäuser und die Regelung der Krankenhauspflegesätze“ eingeräumt und im Rahmen des Artikels 104 a GG eine Mitfinanzierungskompetenz des Bundes geschaffen. Auf dieser Grundlage sieht das KHG die Vorhaltung der Krankenhäuser somit als öffentliche Aufgabe an. Die Investitionskosten sind aus Steuermitteln, die Benutzungskosten über die Pflegesätze aufzubringen, siehe auch: Duale Finanzierung.
Die aufgrund § 12 Abs. 3 KHG erlassene Krankenhausstrukturfonds-Verordnung regelt seit 2015 die Förderung von Vorhaben der Länder zur Verbesserung der Strukturen in der Krankenhausversorgung.
Zum 1. Januar 2019 trat das Pflegepersonal-Stärkungsgesetz (PpSG) in Kraft mit weitreichenden Änderungen im DRG-System zur besseren Personalausstattung und bessere Arbeitsbedingungen in der Krankenpflege und Altenpflege mit Anpassungen im Krankenhausfinanzierungsgesetz (KHG) und Krankenhausentgeltgesetz (KHEntgG) und der Aufnahme des § 137j SGB V. Darin werden die Themen Pflegebudget, Pflegeerlöskatalog, Pflegepersonalquotient, Pflegeaufwandkatalog, Personaluntergrenzen und pflegesensitive Bereiche relevante Faktoren.

## Ziele nach § 1 KHG
Es wurden durch das Gesetz drei Ziele verankert:
1. wirtschaftliche Sicherung der Krankenhäuser nach § 4 Abs. 1 KHG
2. Sicherung einer bedarfsgerechten Versorgung der Bevölkerung mit leistungsfähigen Krankenhäusern
3. Leistung eines Beitrags zu sozial tragbaren Pflegesätzen.

## Krankenhausplanung
Nach  § 6 Abs. 1 KHG  sind alle Länder verpflichtet, Krankenhausbedarfspläne aufzustellen sowie Programme zur Durchführung des Krankenhausbaus und seiner Finanzierung auf der Grundlage der Krankenhausbedarfspläne – Jahreskrankenhausbauprogramme. Das KHG enthält keine Einzelbestimmungen über den Inhalt dieser Pläne und Programme.
Ziel der Krankenhausbedarfspläne ist die Sicherstellung einer bedarfsgerechten Versorgung der Bevölkerung mit leistungsfähigen Krankenhäusern (§ 1 Abs. 1 KHG). Nur Krankenhäuser, die in die Krankenhausbedarfspläne aufgenommen worden sind, können nach dem KHG gefördert werden (§ 8 Abs. 1 KHG).
Für die Förderung der Wiederbeschaffung von kurzfristigen Anlagegütern (§ 10 Abs. 2 KHG) war eine Einteilung der Krankenhäuser in vier Anforderungsstufen vorgesehen:
- Anforderungsstufe I bis 250 Betten
- Anforderungsstufe II 250 bis 350 Betten
- Anforderungsstufe III 350 bis 650 Betten
- Anforderungsstufe IV über 650 Betten.

Die Größeneinteilung wurde zunächst lediglich vom Saarland übernommen. Alle anderen Länder entschieden sich für abweichende Klassifizierungsmerkmale und Terminologien, die in den Krankenhausbedarfsplänen enthalten sind.

## Anforderungen an die Qualität
Krankenhäuser, die bei den für sie maßgeblichen planungsrelevanten Qualitätsindikatoren nach § 6 Absatz 1a (Maßstäbe und Bewertungskriterien des GBA oder im jeweiligen Landesrecht vorgesehene Qualitätsvorgaben) eine in einem erheblichen Maß unzureichende Qualität aufweisen, dürfen nicht in den Krankenhausplan aufgenommen werden (§ 8 Abs. 1a des Gesetzes).